# Walckenaeria intoleranda
Walckenaeria intoleranda là một loài nhện trong họ Linyphiidae.
Loài này thuộc chi Walckenaeria. Walckenaeria intoleranda được Eugen von Keyserling miêu tả năm 1886.